# Campionat internacional d'esgrima de 1936
El Campionat internacional d'esgrima de 1936 fou la catorzena edició de la competició que en l'actualitat es coneix com a Campionat del Món d'esgrima. Es va disputar a Sanremo.

## Resultats

### Resultats femenins
| Proves            | Or                                                            | Plata                                                                          | Bronze                                                                         |
| Floret per equips | AlemanyaHedwig Haß · Henni Jüngst · Olga Oelkers · Leni Oslob | HongriaErna Bogáti · Ilona Elek · Margit Elek · Katalin Horváth · Ilona Vargha | ÀustriaElisabeth Grasser · Ellen Preis · Frieda von Gregurich · Fritzi Wenisch |

## Medaller
| Posició | País     | Or | Plata | Bronze | Total |
| 1       | Alemanya | 1  | 0     | 0      | 1     |
| 2       | Hongria  | 0  | 1     | 0      | 1     |
| 3       | Àustria  | 0  | 0     | 1      | 1     |
| Total   | Total    | 1  | 1     | 1      | 3     |